# Проверс (округ, Колорадо)
Шаблон:StateAbbr_ 37°58′ пн. ш. 102°24′ зх. д. / 37.96° пн. ш. 102.4° зх. д.
Округ Проверс (англ. Prowers County) — округ (графство) у штаті Колорадо, США. Ідентифікатор округу 08099.

## Історія
Округ утворений 1889 року.

## Демографія
За даними перепису 
2000 року 
загальне населення округу становило 14483 осіб, зокрема міського населення було 8866, а сільського — 5617.
Серед мешканців округу чоловіків було 7278, а жінок — 7205. В окрузі було 5307 домогосподарств, 3728 родин, які мешкали в 5977 будинках.
Середній розмір родини становив 3,21.
Віковий розподіл населення поданий у таблиці:
| Стать    | До 15 років | 15-21 | 22-29 | 30-39 | 40-49 | 50-65 | 65-85 | Понад 85 |
| -------- | ----------- | ----- | ----- | ----- | ----- | ----- | ----- | -------- |
| Чоловіки | 1849        | 915   | 803   | 961   | 1009  | 1011  | 658   | 72       |
| Жінки    | 1718        | 826   | 690   | 921   | 995   | 953   | 911   | 191      |

## Суміжні округи
- Кайова — північ
- Грілі, Канзас — північний схід
- Гамільтон, Канзас — схід
- Стентон, Канзас — південний схід
- Бака — південь
- Бент — захід

## Виноски
1. ↑  U.S. Decennial Census. United States Census Bureau. Процитовано 10 червня 2014.
2. ↑  Historical Census Browser. University of Virginia Library. Архів оригіналу за 11 серпня 2012. Процитовано 10 червня 2014.
3. ↑  Population of Counties by Decennial Census: 1900 to 1990. United States Census Bureau. Процитовано 10 червня 2014.
4. ↑  Census 2000 PHC-T-4. Ranking Tables for Counties: 1990 and 2000 (PDF). United States Census Bureau. Процитовано 10 червня 2014.
5. ↑  State & County QuickFacts. United States Census Bureau. Архів оригіналу за 5 вересня 2015. Процитовано 11 лютого 2014.(англ.) Наведено за англійською вікіпедією.
6. ↑  American FactFinder. Бюро перепису населення США. Архів оригіналу за 26 лютого 2012. Процитовано 31 січня 2008.

| США | Це незавершена стаття з географії США. Ви можете допомогти проєкту, виправивши або дописавши її. |